# Помічна (річка)
Помічна, Помошна — річка у Новоукраїнському районі Кіровоградської області, ліва притока Чорного Ташлика (басейн Південного Бугу).

## Опис
Довжина річки 26  км, похил річки — 3,0 м/км. Формується з декількох безіменних струмків та водойм. Площа басейну 157 км².

## Розташування
Помічна бере початок на південній околиці села Ковалівка. Спочатку тече на північ, а потім на північний схід. У Новоукраїнці впадає у річку Чорний Ташлик, ліву притоку Синюхи.